# Enduro (Computerspiel)
Enduro ist ein Rennspiel, das von Activision im Jahr 1983 für das Atari 2600 veröffentlicht wurde. Es wurde von Larry Miller, der ein Jahr zuvor bereits Spider Fighter für selbige Konsole schrieb, entwickelt. 1984 wurde das Spiel für den ZX Spectrum portiert.

## Spielprinzip
In Enduro geht es darum, in einer vorgegebenen Zeit die vorgegebene Anzahl an Fahrzeugen zu überholen. Die Anforderungen werden von Level zu Level (ein Level entspricht einem Tag) höher: Am ersten Tag muss der Spieler 200 Fahrzeuge überholen. Die  Anzahl der zu überholenden Fahrzeuge erhöht sich von Tag zu Tag um 300.
Im Laufe des Spiels ändert sich das Wetter: So muss der Spieler eine verschneite Straße durchfahren, die das Auto rutschen lässt, wodurch es schwieriger zu kontrollieren ist. Wenn es dunkel wird, kann er die anderen Autos nur noch mithilfe seiner Scheinwerfer sehen; alle Hindernisse, die nicht angeleuchtet werden, sind für den Spieler nicht sichtbar.

## Rezeption
Enduro wurde von der Fachpresse überwiegend positiv bewertet. Die Online-Computerspiel-Datenbank AllGame beschrieb das Spiel als "the best driving game available for the Atari 2600" („das beste Rennspiel, das für das Atari 2600 erhältlich ist“).

## Trivia
Unter dem Titel Super-Ferrari (Eigenschreibweise: SUPER-FERRARI) veröffentlichte der deutsche Versandhandel Quelle im Jahr 1984 eine Version von Enduro, die sich nur in ihrer Farbgebung geringfügig von der originalen unterscheidet.